# Lekkoatletyka na Letnich Igrzyskach Olimpijskich 2012 – bieg na 200 m mężczyzn
Bieg na 200 metrów mężczyzn był jedną z konkurencji lekkoatletycznych rozgrywanych podczas XXX Igrzysk Olimpijskich w Londynie.
Wyznaczone przez IAAF minima kwalifikacyjne wynosiły 20,55 (minimum A) oraz 20,65 (minimum B).
Tytuł mistrza olimpijskiego z Pekinu obronił główny faworyt do zwycięstwa w Londynie Usain Bolt. Przed rozpoczęciem olimpijskich zmagań obok niego wymieniani byli aktualny mistrz świata Yohan Blake oraz Francuz Christophe Lemaitre.
Rywalizacja rozpoczęła się 7 sierpnia o 11:50 czasu londyńskiego, a finał odbył się dwa dni później o 20:55.

## Rekordy
Tabela przedstawia rekordy olimpijski, świata oraz poszczególnych kontynentów w tej konkurencji.
| Rekord świata                                  | Usain Bolt (JAM)         | 19,19 s | Berlin, Niemcy             | 20.08.2009 |
| Rekord olimpijski                              | Usain Bolt (JAM)         | 19,30 s | Pekin, Chiny               | 20.08.2008 |
| Rekord Afryki                                  | Frankie Fredericks (NAM) | 19,68 s | Atlanta, Stany Zjednoczone | 01.08.1996 |
| Rekord Ameryki Południowej                     | Alonso Edward (PAN)      | 19,81 s | Berlin, Niemcy             | 20.08.2009 |
| Rekord Ameryki Północnej, Środkowej i Karaibów | Usain Bolt (JAM)         | 19,19 s | Berlin, Niemcy             | 20.08.2009 |
| Rekord Azji                                    | Shingo Suetsugu (JPN)    | 20,03 s | Jokohama, Japonia          | 07.06.2003 |
| Rekord Europy                                  | Pietro Mennea (ITA)      | 19,72 s | Meksyk, Meksyk             | 12.09.1987 |
| Rekord Oceanii                                 | Peter Norman (AUS)       | 20,06 s | Meksyk, Meksyk             | 15.10.1968 |

## Przebieg zawodów
| Poz. – pozycja |
| – rekord świata \| – rekord krajowy \| – rekord życiowy \| = – wyrównany rekord życiowy \| · – najlepszy wynik w sezonie \| = – wyrównany najlepszy wynik w sezonie |
| Fn – falstart |
| * wyniki podawane w sekundach |

### Runda 1

#### Bieg 1
| Pozycja | Tor | Zawodnik                | Nardodowość       | Rezultat | Uwagi | Reakcja |
| ------- | --- | ----------------------- | ----------------- | -------- | ----- | ------- |
| 1       | 5   | Usain Bolt              | Jamajka           | 20,39    | Q     | 0,191   |
| 2       | 9   | Aldemir da Silva Junior | Brazylia          | 20,53    | Q     | 0,159   |
| 3       | 4   | Isiah Young             | Stany Zjednoczone | 20,55    | Q     | 0,198   |
| 4       | 3   | Alex Wilson             | Szwajcaria        | 20,57    | q     | 0,145   |
| 5       | 6   | Noah Akwu               | Nigeria           | 20,67    |       | 0,183   |
| 6       | 2   | Michael Herrera         | Kuba              | 21,05    |       | 0,163   |
| 7       | 8   | Wiaczesław Murawjow     | Kazachstan        | 21,75    |       | 0,170   |
| 8       | 7   | Jidou El Moctar         | Mauretania        | 22,94    | SB    | 0,192   |

#### Bieg 2
| Pozycja | Tor | Zawodnik                   | Nardodowość       | Rezultat | Uwagi | Reakcja |
| ------- | --- | -------------------------- | ----------------- | -------- | ----- | ------- |
| 1       | 7   | Christophe Lemaitre        | Francja           | 20.34    | Q     | 0.161   |
| 2       | 5   | Anaso Jobodwana            | Południowa Afryka | 20.46    | Q     | 0.174   |
| 3       | 8   | Aaron Brown                | Kanada            | 20.55    | Q, =  | 0.166   |
| 4       | 3   | Likurgos-Stefanos Tsakonas | Grecja            | 20.56    | q     | 0.153   |
| 5       | 4   | Rondel Sorrillo            | Trynidad i Tobago | 20.76    |       | 0.147   |
| 6       | 2   | Carlos Jorge               | Dominikana        | 21.02    |       | 0.168   |
| 7       | 9   | Cristián Reyes             | Chile             | 21.29    |       | 0.164   |
| 8       | 6   | Ibrahim Turay              | Sierra Leone      | 21.90    | PB    | 0.182   |

#### Bieg 3
| Pozycja | Tor | Zawodnik            | Nardodowość       | Rezultat | Uwagi | Reakcja |
| ------- | --- | ------------------- | ----------------- | -------- | ----- | ------- |
| 1       | 9   | Maurice Mitchell    | Stany Zjednoczone | 20.54    | Q     | 0.195   |
| 2       | 4   | Christian Malcolm   | Wielka Brytania   | 20.59    | Q     | 0.152   |
| 3       | 7   | Michael Mathieu     | Bahamy            | 20.62    | Q     | 0.187   |
| 4       | 2   | Roberto Skyers      | Kuba              | 20.66    |       | 0.162   |
| 5       | 6   | Shōta Iizuka        | Japonia           | 20.81    |       | 0.177   |
| 6       | 3   | Sibusiso Matsenjwa  | Suazi             | 20.93    | NR    | 0.172   |
| 7       | 5   | José Carlos Herrera | Meksyk            | 21.17    |       | 0.155   |
| 8       | 8   | Joel Redhead        | Grenada           | 21.22    |       | 0.186   |

#### Bieg 4
| Pozycja | Tor | Zawodnik            | Nardodowość | Rezultat | Uwagi | Reakcja |
| ------- | --- | ------------------- | ----------- | -------- | ----- | ------- |
| 1       | 7   | Yohan Blake         | Jamajka     | 20.38    | Q     | 0.168   |
| 2       | 5   | Bruno de Barros     | Brazylia    | 20.52    | Q     | 0.165   |
| 3       | 8   | Jaysuma Saidy Ndure | Norwegia    | 20.52    | Q     | 0.160   |
| 4       | 2   | Serhij Smełyk       | Ukraina     | 20.65    |       | 0.163   |
| 5       | 6   | Paul Hession        | Irlandia    | 20.69    |       | 0.163   |
| 6       | 4   | Xie Zhenye          | Chiny       | 20.69    |       | 0.169   |
| 7       | 3   | Mosito Lehata       | Lesotho     | 20.74    |       | 0.183   |

#### Bieg 5
| Pozycja | Tor | Zawodnik        | Nardodowość         | Rezultat | Uwagi | Reakcja |
| ------- | --- | --------------- | ------------------- | -------- | ----- | ------- |
| 1       | 6   | Warren Weir     | Jamajka             | 20.29    | Q     | 0.194   |
| 2       | 8   | Antoine Adams   | Saint Kitts i Nevis | 20.59    | Q     | 0.160   |
| 3       | 2   | Kamil Kryński   | Polska              | 20.66    | Q     | 0.154   |
| 4       | 9   | Pavel Maslák    | Czechy              | 20.67    |       | 0.198   |
| 5       | 3   | Tremaine Harris | Kanada              | 21.70    |       | 0.163   |
| 6       | 4   | Marek Niit      | Estonia             | 21.82    | SB    | 0.176   |
| 7       | 7   | Reto Schenkel   | Szwajcaria          | 21.98    |       | 0.153   |
|         | 5   | Alonso Edward   | Panama              |          | DQ    |         |

#### Bieg 6
| Pozycja | Tor | Zawodnik          | Nardodowość              | Rezultat | Uwagi | Reakcja |
| ------- | --- | ----------------- | ------------------------ | -------- | ----- | ------- |
| 1       | 3   | Álex Quiñónez     | Ekwador                  | 20.28    | Q,    | 0.186   |
| 2       | 4   | Wallace Spearmon  | Stany Zjednoczone        | 20.47    | Q,    | 0.162   |
| 3       | 2   | Shinji Takahira   | Japonia                  | 20.57    | Q     | 0.169   |
| 4       | 8   | Brendan Christian | Antigua i Barbuda        | 20.63    | q,    | 0.165   |
| 5       | 7   | Jonathan Åstrand  | Finlandia                | 20.73    | SB    | 0.172   |
| 6       | 5   | Aziz Ouhadi       | Maroko                   | 20.80    |       | 0.168   |
| 7       | 6   | Sandro Viana      | Brazylia                 | 21.05    |       | 0.180   |
|         | 5   | Ben-Youssef Meïté | Wybrzeże Kości Słoniowej |          | DNS   |         |

#### Bieg 7
| Pozycja | Tor | Zawodnik                  | Nardodowość     | Rezultat | Uwagi | Reakcja |
| ------- | --- | ------------------------- | --------------- | -------- | ----- | ------- |
| 1       | 9   | Churandy Martina          | Holandia        | 20.58    | Q     | 0.159   |
| 2       | 7   | Kei Takase                | Japonia         | 20.72    | Q     | 0.160   |
| 3       | 5   | Jared Connaughton         | Kanada          | 20.72    | Q     | 0.144   |
| 4       | 3   | Amr Ibrahim Mostafa Seoud | Egipt           | 20.81    |       | 0.159   |
| 5       | 8   | Arnaldo Abrantes          | Portugalia      | 20.88    |       | 0.156   |
| 6       | 6   | James Ellington           | Wielka Brytania | 21.23    |       | 0.139   |
| 7       | 2   | Trevorvano Mackey         | Bahamy          | 21.28    |       | 0.159   |
| 8       | 4   | Jean-Yves Esparon         | Seszele         | 21.99    |       | 0.182   |

### Półfinały

#### Półfinał 1
| Poz. | Tor | Zawodnik                   | Reprezentacja     | Rezultat | Uwagi | Reakcja startowa |
| ---- | --- | -------------------------- | ----------------- | -------- | ----- | ---------------- |
| 1    | 4   | Yohan Blake                | Jamajka           | 20.01    | Q     | 0.176            |
| 2    | 7   | Wallace Spearmon           | Stany Zjednoczone | 20.02    | Q     | 0.174            |
| 3    | 6   | Christophe Lemaitre        | Francja           | 20.03    | q     | 0.158            |
| 4    | 8   | Jaysuma Saidy Ndure        | Norwegia          | 20.42    |       | 0.157            |
| 5    | 2   | Likurgos-Stefanos Tsakonas | Grecja            | 20.52    | =     | 0.125            |
| 6    | 5   | Bruno de Barros            | Brazylia          | 20.55    |       | 0.159            |
| 7    | 3   | Jared Connaughton          | Kanada            | 20.64    |       | 0.145            |
| 8    | 9   | Kei Takase                 | Japonia           | 20.70    |       | 0.175            |

#### Półfinał 2
| Poz. | Tor | Zawodnik                | Reprezentacja     | Rezultat | Uwagi | Reakcja startowa |
| ---- | --- | ----------------------- | ----------------- | -------- | ----- | ---------------- |
| 1    | 6   | Usain Bolt              | Jamajka           | 20.18    | Q     | 0.192            |
| 2    | 4   | Anaso Jobodwana         | Południowa Afryka | 20.27    | Q     | 0.170            |
| 3    | 7   | Álex Quiñónez           | Ekwador           | 20.37    | q     | 0.193            |
| 4    | 9   | Aaron Brown             | Kanada            | 20.42    | PB    | 0.183            |
| 5    | 5   | Aldemir da Silva Junior | Brazylia          | 20.63    |       | 0.164            |
| 6    | 2   | Kamil Kryński           | Polska            | 20.83    |       | 0.179            |
| 7    | 3   | Alex Wilson             | Szwajcaria        | 20.85    |       | 0.140            |
| 8    | 8   | Isiah Young             | Stany Zjednoczone | 20.89    |       | 0.190            |

#### Półfinał 3
| Poz. | Tor | Zawodnik          | Reprezentacja       | Rezultat | Uwagi | Reakcja startowa |
| ---- | --- | ----------------- | ------------------- | -------- | ----- | ---------------- |
| 1    | 7   | Churandy Martina  | Holandia            | 20.17    | Q     | 0.148            |
| 2    | 6   | Warren Weir       | Jamajka             | 20.28    | Q, =  | 0.186            |
| 3    | 5   | Christian Malcolm | Wielka Brytania     | 20.51    |       | 0.157            |
| 4    | 4   | Maurice Mitchell  | Stany Zjednoczone   | 20.56    |       | 0.178            |
| 5    | 3   | Brendan Christian | Antigua i Barbuda   | 20.58    | SB    | 0.168            |
| 6    | 9   | Shinji Takahira   | Japonia             | 20.77    |       | 0.190            |
|      | 2   | Michael Mathieu   | Bahamy              |          | DQ    |                  |
|      | 8   | Antoine Adams     | Saint Kitts i Nevis |          | DQ    | 0.170            |

### Finał
Wiatr:
| Poz. | Tor | Zawodnik            | Reprezentacja     | Reakcja startowa | Rezultat | Uwagi |
| ---- | --- | ------------------- | ----------------- | ---------------- | -------- | ----- |
|      | 7   | Usain Bolt          | Jamajka           | 0.180            | 19,32    | SB    |
|      | 4   | Yohan Blake         | Jamajka           | 0.172            | 19,44    | SB    |
|      | 8   | Warren Weir         | Jamajka           | 0.162            | 19,84    | PB    |
| 4    | 6   | Wallace Spearmon    | Stany Zjednoczone | 0.165            | 19,90    | SB    |
| 5    | 5   | Churandy Martina    | Holandia          | 0.157            | 20,00    |       |
| 6    | 2   | Christophe Lemaitre | Francja           | 0.153            | 20,19    |       |
| 7    | 3   | Álex Quiñónez       | Ekwador           | 0.185            | 20,57    |       |
| 8    | 9   | Anaso Jobodwana     | Południowa Afryka | 0.216            | 20,69    |       |